# オルドヴァイ

オルドヴァイ渓谷 2011

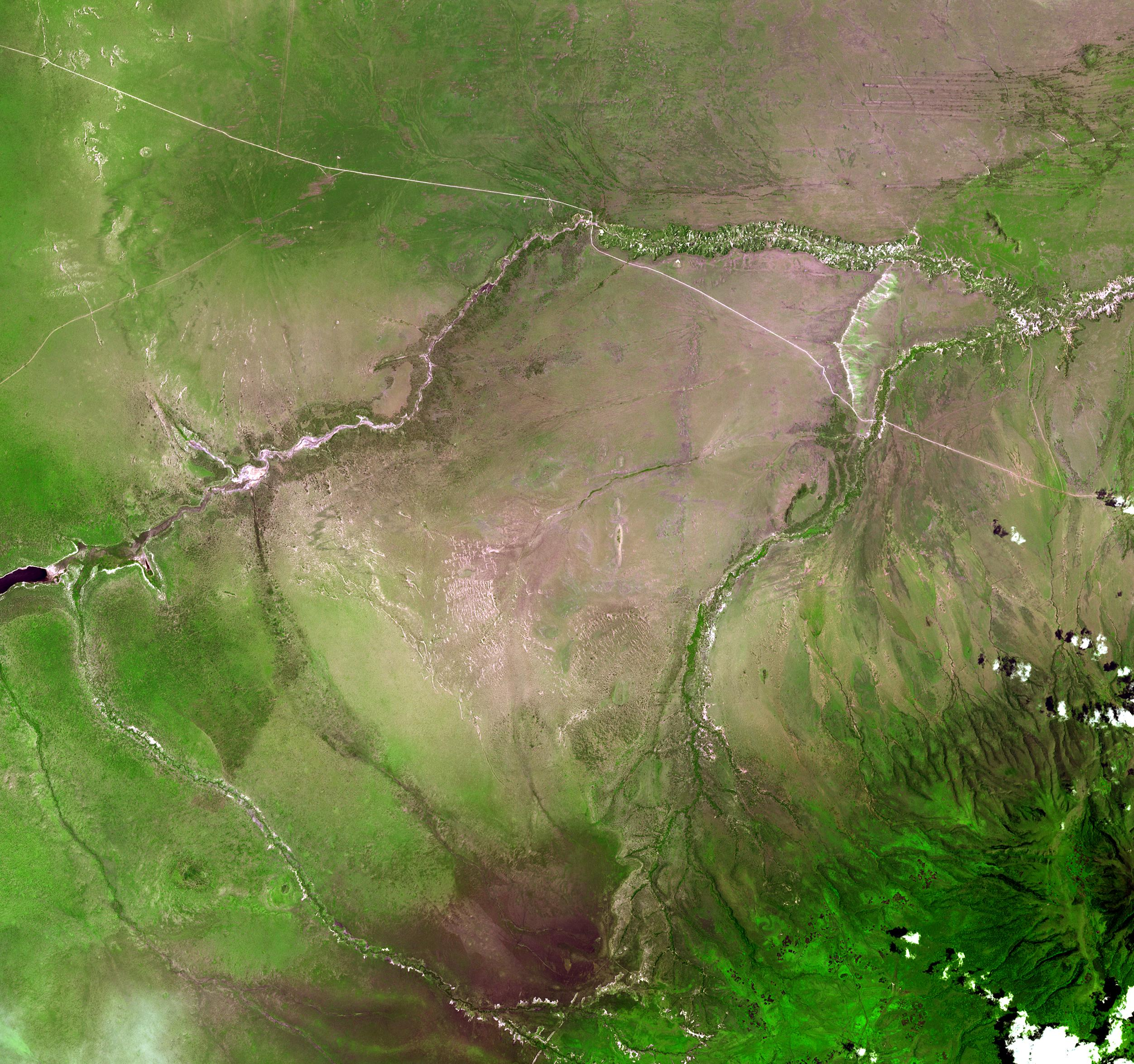
オルドヴァイ渓谷の衛星写真（東西に走るのが「主渓谷」、右上から斜め下へ「副渓谷」）

オルドヴァイ（Olduvai）は、タンザニア北部のンゴロンゴロ保護区にある谷幅数百m、全長40kmにも及ぶ巨大な渓谷で、切り立った100mの崖には、火山活動により黒・白・赤の地層が形成され、水平に延々と延びている。そこから多くの化石人骨や石器が見つかっている。マサイ語で現地の野生サイザル植物を指すオルドパイ（Oldupai）が間違って発音されるようになったもの。現在正しくはオルドヴァイ渓谷と呼ぶが、オルドヴァイは人類史研究上の記念すべき名称として普及している。
多くの化石人骨や石器が見つかっている。

## 概要

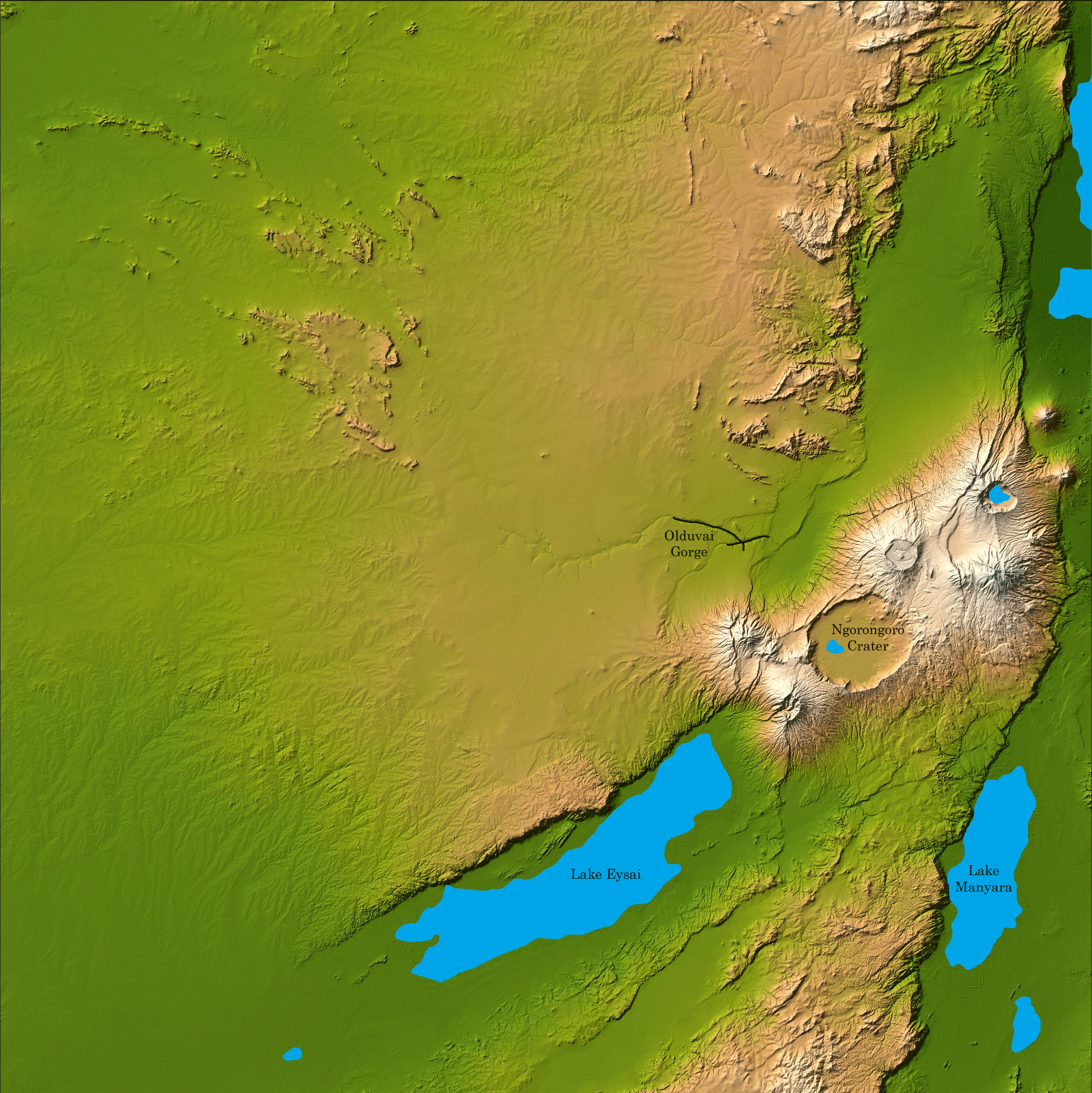
地形図、現場は中央のエヤシ湖北方40キロメートルに位置している。

1913年にドイツのハンス・レック教授が、現在ではオルドヴァイ人と呼ばれている化石人骨を発見した。1959年、イギリスの人類学者ルイス・リーキーとメリー・リーキー（1913年 - ）博士夫妻がアウストラロピテクス・ボイセイの化石人骨（完全な頭骨）と最も原始的な石器を世界で初めて同一地点の同一文化層から発見し注目を集めた。
その後、1964年に同じくルイス・リーキーによってホモ・ハビリスの化石が発見され、人類進化の研究にとって最重要の遺跡の一つとなった。
また、多くの石器も発見されており、礫石器を主体としたこの石器文化はオルドヴァイ文化と呼ばれ、約180万年前までさかのぼるアフリカ最古級の旧石器文化であると考えられている。約150万年前の地層からはレッキゾウとゴルゴプスカバの骨を利用した骨角器が出土しており、2025年時点で知られているものとしては人類史上最古の骨角器とされている。

## 脚注

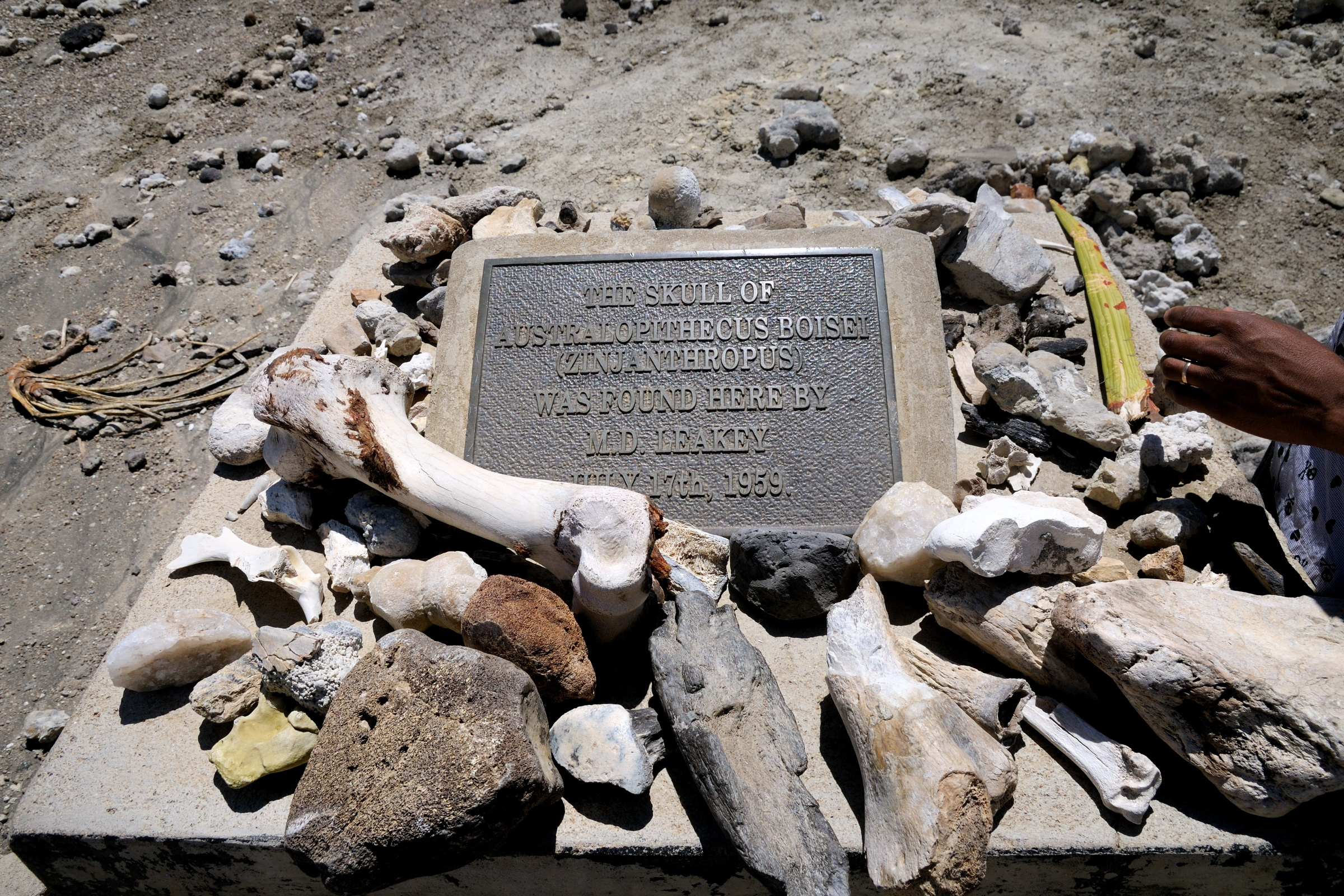
現場記念碑